# روبرتو ریواس
روبرتو ریواس (اسپانیایی: Roberto Rivas‎; ۱۷ ژوئیهٔ ۱۹۴۱ – ۱۹۷۲) بازیکن فوتبال اهل السالوادور بود.
از باشگاه‌هایی که در آن بازی کرده‌است می‌توان به باشگاه فوتبال آلیانسا اشاره کرد.
وی همچنین در تیم ملی فوتبال السالوادور بازی کرده‌است.